# Шёнхаузен (Эльба)

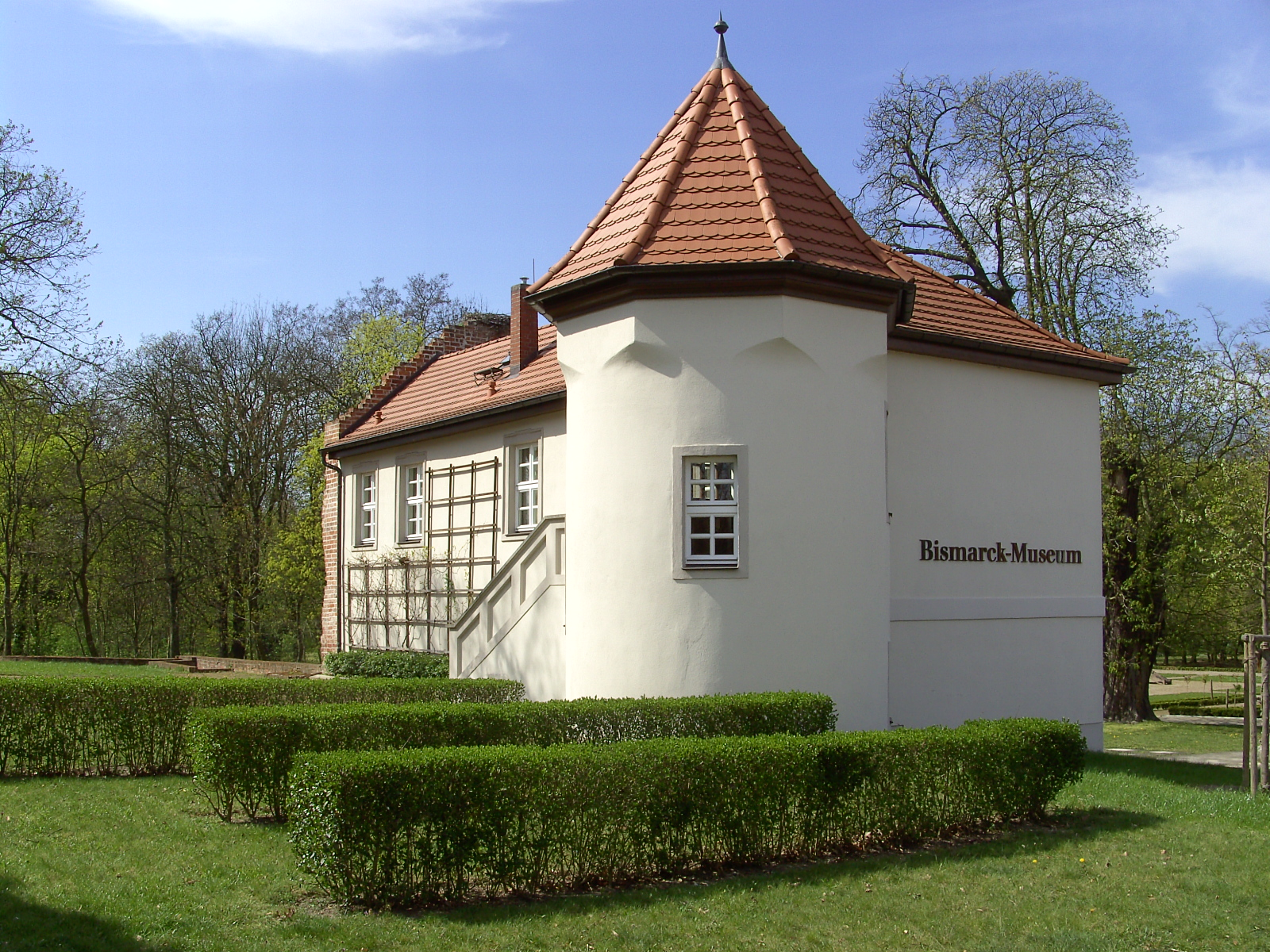
Музей Бисмарка в сохранившемся крыле замка Шёнхаузена

Шёнхаузен (нем. Schönhausen) — коммуна в Германии, в земле Саксония-Анхальт.
Входит в состав района Штендаль. Подчиняется управлению Эльбе-Хафель-Ланд. Население составляет 2340 человек (на 31 декабря 2010 года). Занимает площадь 45,76 км².
В Шёнхаузене родился «железный канцлер» Отто фон Бисмарк. С 1998 года в Шёнхаузене в южном крыле — единственной сохранившейся части бывшего замка рода Бисмарков — работает музей, носящий его имя. Другая достопримечательность этого места — построенная в начале XIII века церковь Девы Марии и Святого Виллиброрда.